# Championnats du monde de cyclisme juniors 2008
Navigation
Édition précédente Édition suivante
Les Championnats du monde de cyclisme juniors 2008 ont eu lieu du 12 au 20 juillet 2008 au Cap en Afrique du Sud.

## Route

### Hommes
| Épreuves         | Or                 | Or              | Argent            | Argent | Bronze           | Bronze |
| Course en ligne  | Johan Le Bon       | 3 h 20 min 52 s | Mattia Cattaneo   | à 2 s  | Sebastian Lander | à 3 s  |
| Contre-la-montre | Michał Kwiatkowski | 36 min 21 s     | Jakob Steigmiller | à 5 s  | Taylor Phinney   | à 8 s  |

### Femmes
| Épreuves         | Or                    | Or              | Argent             | Argent | Bronze         | Bronze |
| Course en ligne  | Jolien D'Hoore        | 2 h 20 min 28 s | Rossella Callovi   | m.t.   | Hanna Amend    | à 1 s  |
| Contre-la-montre | Maria Grandt Petersen | 21 min 3 s      | Valeriya Kononenko | à 17 s | Laura Dittmann | à 49 s |

## Piste

### Résultats hommes
| Épreuves               | Or                                                               | Argent                                                               | Bronze                                                                  |
| Kilomètre              | Quentin Lafargue France                                          | Thomas Palmer Australie                                              | Scott Law Australie                                                     |
| Keirin                 | Charlie Conord France                                            | Sotírios Brétas Grèce                                                | Paul Fellows Australie                                                  |
| Vitesse individuelle   | Quentin Lafargue France                                          | Charlie Conord France                                                | Thierry Jollet France                                                   |
| Vitesse par équipes    | France Charlie Conord Thierry Jollet Quentin Lafargue            | Australie Scott Law Peter Lewis Ben Sanders                          | Pologne Grzegorz Drejgier Karol Kasprzyk Rafał Sarnecki                 |
| Poursuite individuelle | Taylor Phinney États-Unis                                        | Rohan Dennis Australie                                               | Jason Christie Nouvelle-Zélande                                         |
| Poursuite par équipes  | Australie Luke Davison Rohan Dennis Luke Durbridge Thomas Palmer | Russie Konstantin Kuperasov Artur Ershov Viktor Shmalko Matvey Zubov | Nouvelle-Zélande Jason Christie Ruaraidh McLeod Aaron Gate Michael Vink |
| Scratch                | Michael Vingerling Pays-Bas                                      | Carlos Linares Venezuela                                             | Alexander Caselles Argentine                                            |
| Course aux points      | Tosh Van der Sande Belgique                                      | Cristóbal Olavarría Chili                                            | Luke Durbridge Australie                                                |
| Américaine             | Luke Davison Thomas Palmer Australie                             | Tosh Van der Sande Gijs Van Hoecke Belgique                          | Silvan Dillier Claudio Imhof Suisse                                     |
| Omnium                 | Luke Davison Australie                                           | Moreno De Pauw Belgique                                              | Ramón Domene Espagne                                                    |

### Résultats femmes
| Épreuves               | Or                                                | Argent                                                    | Bronze                                           |
| 500 m                  | Kristina Vogel Allemagne                          | Victoria Baranova Russie                                  | Olivia Montauban France                          |
| Keirin                 | Kristina Vogel Allemagne                          | Olivia Montauban France                                   | Giada Balzan Italie                              |
| Vitesse individuelle   | Kristina Vogel Allemagne                          | Annette Edmondson Australie                               | Victoria Baranova Russie                         |
| Vitesse par équipes    | France Magali Baudacci Olivia Montauban           | Pologne Aleksandra Drejgier Kornelia Maczka               | Russie Victoria Baranova Galina Streltsova       |
| Poursuite individuelle | Ashlee Ankudinoff Australie                       | Sarah Kent Australie                                      | Gemma Dudley Nouvelle-Zélande                    |
| Poursuite par équipes  | Australie Ashlee Ankudinoff Sarah Kent Megan Dunn | Nouvelle-Zélande Gemma Dudley Cathy Jordan Sequoia Cooper | Belgique Jolien D'Hoore Evelyn Arys Jessie Daams |
| Scratch                | Megan Dunn Australie                              | Gemma Dudley Nouvelle-Zélande                             | Galina Streltsova États-Unis                     |
| Course aux points      | Megan Dunn Australie                              | Valentina Scandolara Italie                               | Gemma Dudley Nouvelle-Zélande                    |

## Tableau des médailles
| Rang  | Nation           | Or | Argent | Bronze | Total |
| ----- | ---------------- | -- | ------ | ------ | ----- |
| 1     | Australie        | 7  | 5      | 3      | 15    |
| 2     | France           | 6  | 2      | 2      | 10    |
| 3     | Allemagne        | 3  | 1      | 2      | 6     |
| 4     | Belgique         | 2  | 2      | 1      | 5     |
| 5     | Pologne          | 1  | 1      | 1      | 3     |
| 6     | États-Unis       | 1  | 0      | 2      | 3     |
| 7     | Danemark         | 1  | 0      | 1      | 2     |
| 8     | Pays-Bas         | 1  | 0      | 0      | 1     |
| 9     | Italie           | 0  | 3      | 1      | 4     |
| 10    | Nouvelle-Zélande | 0  | 2      | 4      | 6     |
| 11    | Russie           | 0  | 2      | 2      | 4     |
| 12    | Chili            | 0  | 1      | 0      | 1     |
| 12    | Grèce            | 0  | 1      | 0      | 1     |
| 12    | Ukraine          | 0  | 1      | 0      | 1     |
| 12    | Venezuela        | 0  | 1      | 0      | 1     |
| 16    | Argentine        | 0  | 0      | 1      | 1     |
| 16    | Espagne          | 0  | 0      | 1      | 1     |
| 16    | Suisse           | 0  | 0      | 1      | 1     |
| Total | Total            | 22 | 22     | 22     | 66    |